# Filip Brajković
Filip Brajković (Zagreb, 30. listopada 1979.) je hrvatski TV voditelj na RTL televiziji.
Završio XV. prirodoslovno-matematičku gimnaziju i trenutno je apsolvent na Pravnom fakultetu u Zagrebu.
Osim što je poznat po tome što je suvoditelj 4. sezone Big Brothera, manje je poznato da je snimio nekoliko reklamnih spotova, imao manje uloge u sapunicama Zabranjena ljubav i Ljubav u zaleđu, te emisijama poput Sudnice.
Govori nekoliko stranih jezika: engleski, ruski, njemački i španjolski.

## Filmografija

### Televizijske uloge
- "Zabranjena ljubav"
- "Ljubav u zaleđu"
- "Sudnica"

### Voditeljske uloge
- "Big Brother (Hrvatska)" kao voditelj (2007.)